# Другая Река
Друга́я Река́ (вепс. Toižeg, карел. Toinejogi) — старинная вепсская деревня в составе Рыборецкого вепсского сельского поселения Прионежского района Республики Карелия, комплексный памятник истории.

## Общие сведения
Располагается на юго-западном берегу Онежского озера.
В деревне сохраняется памятник истории — Братская могила 14 воинов 7-й армии Карельского фронта, погибших в наступательной операции в июне 1944 года.

## Население
Численность населения в 1905 году составляла 678 человек.
| 2002 | 2009 | 2010 | 2013 |
| ---- | ---- | ---- | ---- |
| 133  | ↘128 | ↘98  | ↘89  |

## Улицы
- ул. Заречная
- ул. Сосновая

## Известные уроженцы
- Василий Иванович Кононов (1904—1983) — советский хореограф, народный артист Карельской АССР.